# José Urruzmendi
José Urruzmendi (25 agosto 1944) è un ex calciatore uruguaiano, di ruolo attaccante.

## Palmares
- Campionato uruguaiano: 3

Nacional Montevideo: 1963, 1966
Defensor Sporting: 1976

### Nazionale
- Campeonato Sudamericano de Football: 1

Uruguay 1967